# Mudo (película)
Mudo (título original: Mute) es una película de ciencia ficción de 2018 dirigida por Duncan Jones, quien coescribió el guion con Michael Robert Johnson. Fue protagonizada por  Alexander Skarsgård, Paul Rudd, Justin Theroux y Seyneb Saleh. La película ha sido descrita por Jones como una "secuela espiritual" de su película de 2009 Moon. Fue estrenada en Netflix el 23 de febrero de 2018 y ha recibido reseñas negativas, alabando sus escenarios y su estética visual pero criticando su guion y pobre historia. La película se inspiró en la cinta futurista Blade Runner, dirigida por Ridley Scott en 1982.

## Argumento
En una Berlín futurista, Leo Beiler, un barman mudo, busca a su novia perdida, Naadirah, en una ciudad llena de inmigrantes donde dos cirujanos americanos de dudosa reputación son la única pista recurrente.

## Reparto
- Alexander Skarsgård como Leo.
- Paul Rudd como Cactus Bill.
- Justin Theroux como Duck.
- Seyneb Saleh como Naadirah.
- Robert Sheehan como Luba.
- Gilbert Owuor como Maksim.
- Jannis Niewöhner como Nicky Simsek.
- Robert Kazinsky como Rob.